# Мартынюк, Роман Александрович
Роман Александрович Мартынюк (13 апреля 1987, Пермь) — российский волейболист, либеро новосибирского «Локомотива» и сборной России, чемпион Европы (2017), мастер спорта.

## Биография
Роман Мартынюк начинал заниматься волейболом с 8 лет в СДЮСШОР Александра Третьякова города Перми у тренера Светланы Викторовны Окуловой. В сезоне-2004/05 дебютировал в составе пермского «Уралсвязьинформа» в высшей лиге «А», а летом 2005 года был вызван в юниорскую сборную России и в её составе под руководством Владимира Кондры завоевал золото на чемпионате мира в Алжире.
В 2006 году «Уралсвязьинформ» стал победителем первенства высшей лиги «А» и сезон-2006/07 команда, переименованная перед его началом в «Прикамье», провела в Суперлиге. Роман Мартынюк принял участие в 23 матчах чемпионата. В июле 2007 года в составе молодёжной сборной России, которую возглавлял Вячеслав Зайцев, выиграл серебряную медаль чемпионата мира в Марокко и был признан лучшим на турнире по игре в защите.
Весной 2009 года Роман Мартынюк впервые вошёл в расширенный состав сборной России. В июне того же года в связи с финансовым кризисом в «Прикамье» покинул пермскую команду. В дальнейшем он выступал за «Газпром-Югру», «Искру», «Факел» и «Белогорье». В сезоне-2015/16 в составе белгородской команды стал бронзовым призёром чемпионата России. В июне 2017 года подписал контракт с новосибирским «Локомотивом».
В августе 2011 года Роман Мартынюк выиграл золотую медаль на Универсиаде в Шэньчжэне. 24 мая 2017 года дебютировал в национальной сборной России в матче отборочного турнира чемпионата мира-2018 в Таллине против команды Черногории. В сентябре 2017 года в составе сборной России выиграл золото на чемпионате Европы в Польше. Выступал в связке с Валентином Голубевым, выходя, чаще всего, на приём. При этом Мартынюк, приняв 109 подач, показал 32 % идеальной доводки при всего лишь 9 ошибках. В июле 2019 года выиграл со сборной России золото турнира Лиги наций.
В составе новосибирского «Локомотива» Роман Мартынюк в 2020—2022 годах стал обладателем полного комплекта медалей чемпионата России. По итогам «Финала шести» Суперлиги получил индивидуальный приз лучшему либеро турнира, показав надёжную игру (53 % позитивной доводки и 28 % идеальной при 3 ошибках в четырёх матчах), несмотря на травму мениска, из-за которой ему в ряде эпизодов приходилось играть фактически на одной ноге, пытаясь не опираться на травмированную.  

## Достижения

### Со сборными
- Чемпион Европы (2017).
- Победитель Лиги наций (2019).
- Чемпион мира среди юношей (2005).
- Серебряный призёр чемпионата мира среди молодёжных команд (2007).

### В клубной карьере
- Чемпион России (2019/20), серебряный (2021/22) и бронзовый (2015/16, 2020/21, 2022/23) призёр чемпионата России.
- Обладатель Кубка России (2025), серебряный (2015) и бронзовый (2016) призёр Кубка России.